# Stalin Rivas
Stalin José Rivas (Ciudad Guayana, 5 settembre 1971) è un allenatore di calcio ed ex calciatore venezuelano, di ruolo centrocampista.

## Carriera

### Club
Debutta a 17 anni nel Mineros de Guayana, con il quale vince il campionato nazionale; nel 1991 si trasferisce in Europa, allo Standard Liegi; dopo solo una presenza, viene mandato al Boom, dove gioca la stagione 1992-1993 con 20 presenze e tre reti segnate. Tornato in Venezuela prima al Minervén e poi al Caracas, vi rimane fino al 2000, anno nel quale passa ai colombiani del Club Deportivo Los Millonarios. Dopo la sua esperienza a Bogotà, torna in patria e vi rimane fino al suo ritiro, avvenuto nel 2006.

### Nazionale
Con la nazionale di calcio venezuelana ha giocato 34 partite e segnato tre gol tra il 1989 e il 1996. Ha partecipato a quattro edizioni della Copa América.

### Allenatore
Dopo il ritiro, assume il ruolo di allenatore del Guaros de Lara, e in seguito del Deportivo Anzoátegui e del Mineros de Guayana.

## Palmarès

### Individuale
- Capocannoniere della Coppa Libertadores: 1

1994 (7 gol)